# Astartoseris triquetra
 Astartoseris triquetra  (Labill.) N.Kilian, Hand, Handjik., Christodoulou & Bou Dagh, 2017  è una specie di pianta angiosperma dicotiledone della famiglia delle Asteraceae. Astartoseris triquetra è anche l'unica specie del genere Astartoseris  N.Kilian, Hand, Handjik., Christodoulou & Bou Dagh, 2017.

## Etimologia
Il nome generico (Astartoseris) è formato da due parole greche "Astarte" (Αστάρτη) nome di una antica dea del levante e "seris" (σέρις), il nome greco classico dell'insalata. L'epiteto specifico (triquetra) deriva dal latino (= tre angoli) e indica la proprietà degli steli di avere una sezione triangolare.
Il nome scientifico della specie è stato definito per la prima volta dai botanici Jacques Julien Houtou de Labillardière (1755-1834), Norbert Kilian (1957-), Ralf Hand (1964-), Georgios Hadjikyriakou (1946-), Charalambos S. Christodoulou (1964) e Magda Bou Dagher-Kharrat nella pubblicazione " Willdenowia. Mitteilungen aus dem Botanischen Garten und Museum Berlin-Dahlem. Berlin-Dahlem" ( Willdenowia 47(2): 121) del 2017. Il nome scientifico del genere è stato definito per la prima volta nella stessa pubblicazione.

## Descrizione
Habitus. Queste piante sono caratterizzate da specie con cicli biologici perenni e portamenti subarbustivi con habitat in prevalenza montani. Tutta la pianta è più o meno glabra. Negli organi interni sono presenti dei canali laticiferi.
Fusto. I fusti sono eretti e ascendenti in gran parte senza foglie. Gli steli hanno una caratteristica sezione triangolare. Le radici sono dei forti fittoni. Altezza massima 80 cm.
Foglie.  Le foglie possono essere sia basali (rosulate) che cauline e sono disposte lungo il fusto in modo alterno; sono sessili o picciolate. Le lamine hanno delle forme strettamente spatolate con apici da acuti a acuminati. Dimensione delle foglie: larghezza 0,2 – 1 cm; lunghezza 1,5 – 7 cm.
Infiorescenza. Le infiorescenze, di tipo spiciforme, sono composte da capolini, singoli o in piccoli gruppi, sessili o brevemente peduncolati. I capolini, sottesi da alcune brattee fogliacee, solamente di tipo radiato (ligulifloro), sono formati da un involucro a forma strettamente cilindrica composto da brattee (o squame) all'interno delle quali un ricettacolo fa da base ai fiori ligulati. Le brattee, con forme da ovato-acute a lineari-lanceolate, sono diverse e disposte su due serie regolarmente spiralate e embricate; i margini sono scariosi; la parte visibile è sfumata di violaceo. Il ricettacolo è nudo (senza pagliette). Lunghezza del peduncolo: 1 – 5 mm. Lunghezza dell'involucro: 11 – 14 mm. Lunghezza delle brattee: 4 – 14 mm.
Fiori. I fiori, 5 per capolino, sono tetra-ciclici (ossia sono presenti 4 verticilli: calice – corolla – androceo – gineceo) e pentameri (ogni verticillo ha in genere 5 elementi). I fiori sono inoltre ermafroditi e zigomorfi.
- Formula fiorale:

*/x K {\displaystyle \infty }, [C (5), A (5)], G 2 (infero), achenio
- Calice: i sepali del calice sono ridotti ad una coroncina di squame.
- Corolla: le corolle sono formate da un tubo terminante in una ligula con 5 denti apicali; il colore è lilla-azzurro; la superficie può essere sia pubescente che glabra. Lunghezza del tubo: 7 – 9 mm; lunghezza della ligula: 10 – 11 mm.
- Androceo: gli stami sono 5 con filamenti liberi e distinti, mentre le antere sono saldate in un manicotto (o tubo) circondante lo stilo.[14] Le antere sono caudate e alla base sono acute. Il polline è tricolporato.[15]
- Gineceo: lo stilo è filiforme. Gli stigmi dello stilo sono due divergenti e ricurvi con la superficie stigmatica posizionata internamente (vicino alla base).[16] L'ovario è infero uniloculare formato da 2 carpelli.

Frutti. I frutti sono degli acheni con pappo. L'achenio è un cilindro compresso con 5 sezioni principali, alcune delle quali con 5 - 7 pieghe longitudinali (e quindi con 25 - 35 costole totali invece delle 15 usuali per il gruppo delle Lactucinae). In alcune specie alla sommità dell'achenio è presente un becco. Il carpoforo è a forma d'imbuto. Il pappo è peloso per peli semplici quasi setolosi e tutti uguali disposti in due ranghi. Lunghezza dell'achenio: 4,5 - 5,5 mm. Lunghezza del pappo: 6 – 7 mm.

## Biologia
- Impollinazione: l'impollinazione avviene tramite insetti (impollinazione entomogama tramite farfalle diurne e notturne).
- Riproduzione: la fecondazione avviene fondamentalmente tramite l'impollinazione dei fiori (vedi sopra).
- Dispersione: i semi (gli acheni) cadendo a terra sono successivamente dispersi soprattutto da insetti tipo formiche (disseminazione mirmecoria). In questo tipo di piante avviene anche un altro tipo di dispersione: zoocoria. Infatti gli uncini delle brattee dell'involucro si agganciano ai peli degli animali di passaggio disperdendo così anche su lunghe distanze i semi della pianta.

## Distribuzione e habitat
Questa specie è un endemismo dell'isola di Cipro e del territorio del Libano.

## Tassonomia
La famiglia di appartenenza di questa voce (Asteraceae o Compositae, nomen conservandum) probabilmente originaria del Sud America, è la più numerosa del mondo vegetale, comprende oltre 23.000 specie distribuite su 1.535 generi, oppure 22.750 specie e 1.530 generi secondo altre fonti (una delle checklist più aggiornata elenca fino a 1.679 generi). La famiglia attualmente (2021) è divisa in 16 sottofamiglie.

### Filogenesi
Il genere di questa voce (Astartoseris) appartiene alla sottotribù Lactucinae della tribù Cichorieae (unica tribù della sottofamiglia Cichorioideae). In base ai dati filogenetici la sottofamiglia Cichorioideae è il terz'ultimo gruppo che si è separato dal nucleo delle Asteraceae (gli ultimi due sono Corymbioideae e Asteroideae). La sottotribù Lactucinae fa parte del "quarto" clade della tribù; in questo clade è in posizione "basale" vicina alla sottotribù Hyoseridinae.
I caratteri più distintivi per questa sottotribù (e quindi per i suoi generi) sono:
- gli acheni spesso sono compressi con una quindicina di costolature;
- alla base gli acheni sono inseriti in un piccolo e liscio anello (carpoforo);
- il pappo ha una struttura omogenea;
- l'origine delle specie è prevalentemente del Vecchio Mondo (Mediterraneo e Himalaya).

La struttura filogenetica della sottotribù è ancora in fase di studio e completamento. Provvisoriamente è stata suddivisa in 10 lignaggi. Il genere di questa voce (Astartoseris) appartiene ad uno dei primi lignaggi che si sono separati dalla sottotribù. Da un punto di vista filogenetico si trova in posizione politomica con il "Faberia lineage" e il resto della sottotribù. Da un punto di vista morfologico, essendo in posizione "basale", ha dei caratteri intermedi tra Lactucinae e Crepidinae (la particolare morfologia dei capolini e il colore della corolla è tipica del primo gruppo, mentre del secondo è il motivo a nervatura dell'achenio). In effetti in alcune analisi del DNA del plastidio questa specie è risultata nidificata nelle Crepidinae. Si valuta che questa specie, appartenente ad una stirpe "orfana", si discostò dai suoi antenati già nel Miocene medio (piani Langhiano e Serravalliano - circa da 15 a 11 milioni di anni fa), quando le Cichorieae le sottotribù Crepidinae e Lactucinae iniziarono a diversificarsi.
Il seguente cladogramma, tratto dallo studio citato e semplificato, mostra una possibile configurazione filogenetica della specie di questa voce.
|  | \| \| resto delle Lactucinae \| \| \| \| \| \| "Faberia lineage" \| \| \| \| \| \| Astartoseris triquetra \| \| \| \| |
|  | |
|  | Prenanthes purpurea                                                                                                   |
|  | |
|  | resto delle Lactucinae                                                                                                |
|  | |
|  | "Faberia lineage" |
|  | |
|  | Astartoseris triquetra                                                                                                |
|  | |

|  | resto delle Lactucinae |
|  |                        |
|  | "Faberia lineage"      |
|  |                        |
|  | Astartoseris triquetra |
|  |                        |

I caratteri distintivi per le specie di questo genere sono:
- gli steli hanno una sezione triangolare;
- i fiori per capolino sono 5;
- gli acheni possiedono fino a 35 costolature longitudinali.

Il numero cromosomico della specie è: 2n = 18 (diploide).
In precedenza questa specie di recente costituzione (dal punto di vista tassonomico) è stata descritta in altri generi (Lactuca e Prenanthes).

### Sinonimi
Sono elencati alcuni sinonimi per questa entità:
- Chondrilla triquetra Steud.
- Lactuca triquetra  (Labill.) Boiss.
- Lygodesmia triquetra  D.Don
- Prenanthes triquetra  Labill.
- Scariola triquetra  (Labill.) Soják